# Фужер (келих)

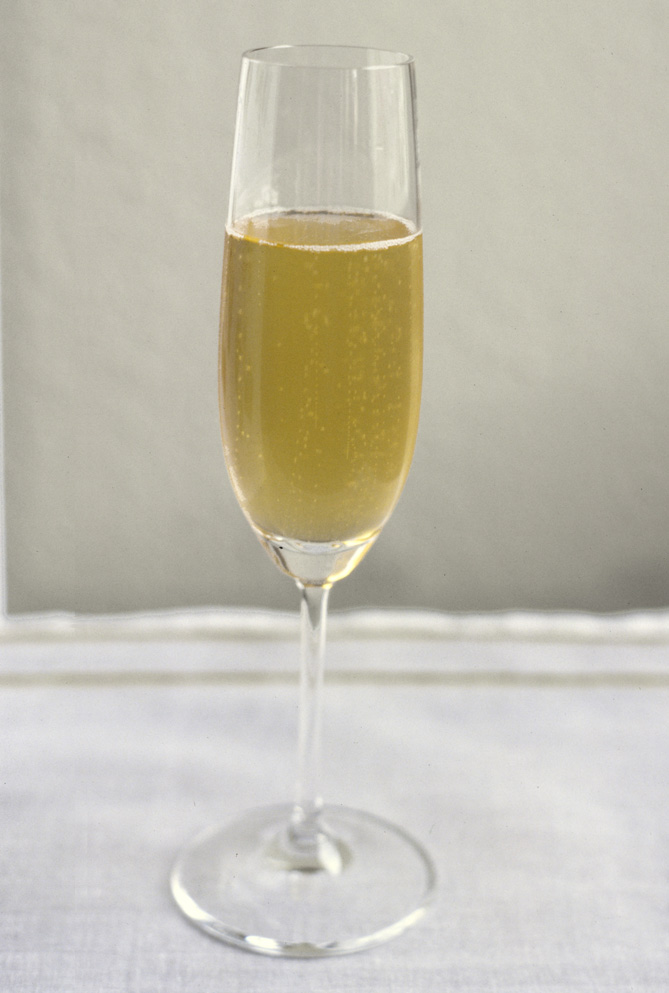
Фужер для шампанського.

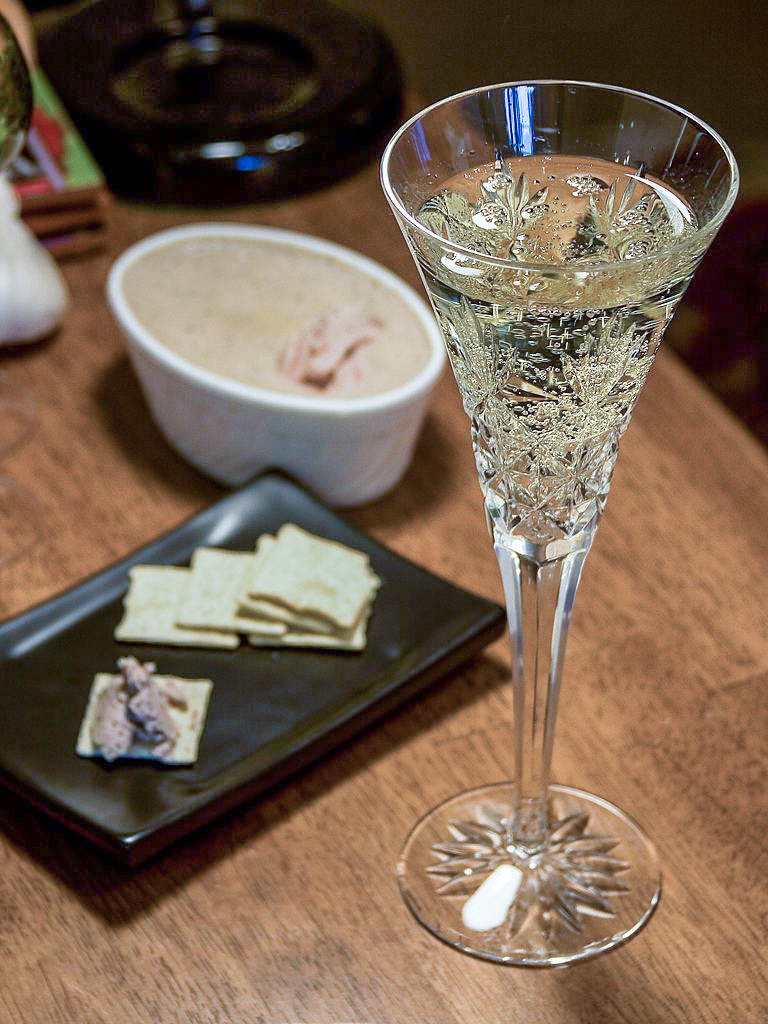
Гранований фужер для шампанського.

Фуже́р (від фр. fougère) — традиційний високий вузький келих для шампанського об'ємом 120—200 мл. Форма цього фужеру допомагає зберігати смак шампанського протягом довгого часу.
Завдяки високій та вузькій формі цього келиха бульбашки вуглекислого газу довше утримуються у напої. Довга ніжка келиха допомагає оберігати шампанське від нагрівання долонею.
Слово «фужер» походить від французького fougère, яким називався сорт посудного скла — від назви міста Фужер. У самій французькій мові фужер відомий як flûte, а fougère зараз вживається лише в значенні «папороть».

## Опис
Фужери для шампанського можуть бути як простими так і граненими. Гранені келихи ефектніші — в них шампанське переливається та виблискує між кристалами скла.
Фужер часто використовують у формальних церемоніях, як наприклад, на нагородженнях або весіллях.

## Келих для шампанського

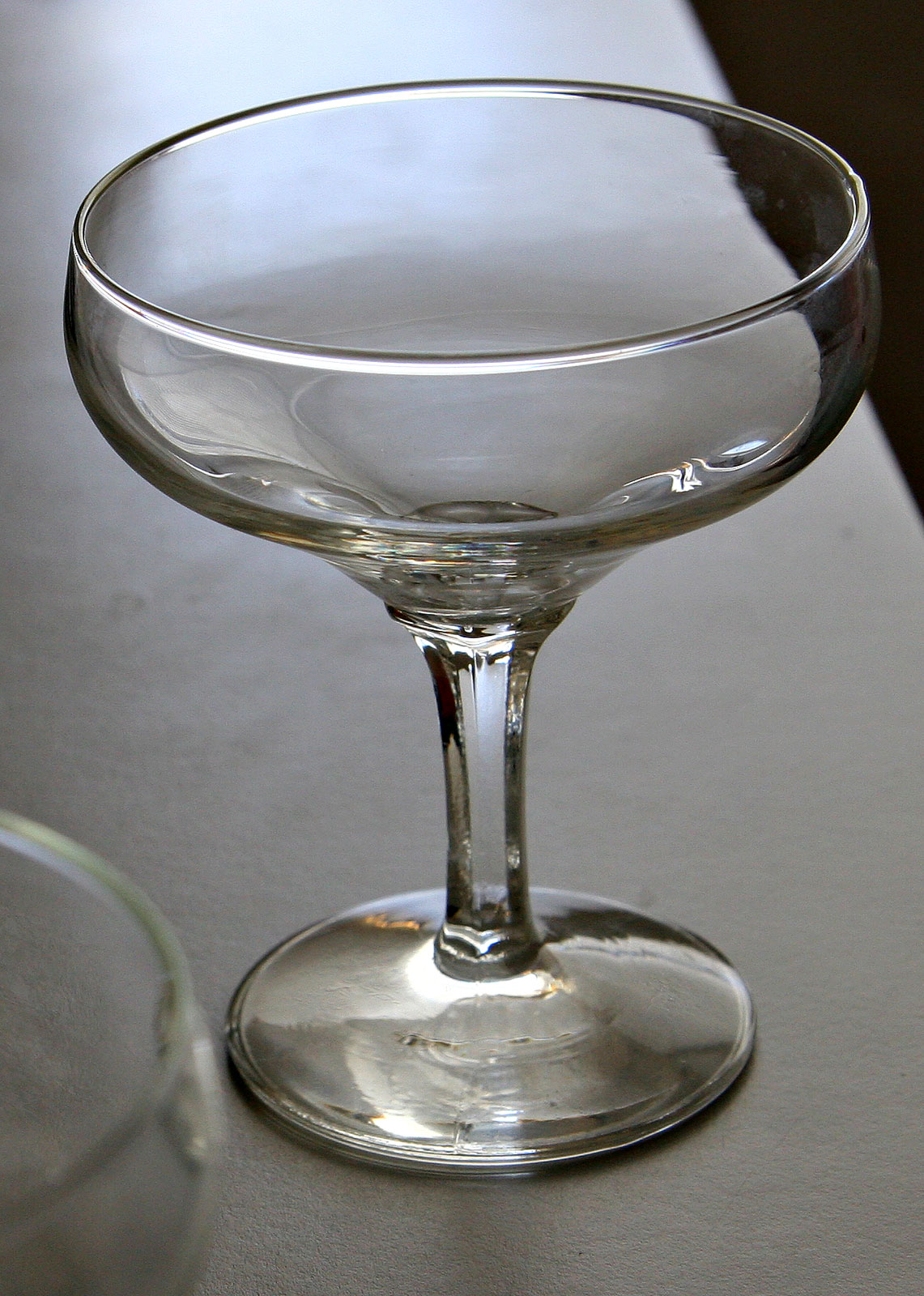
Келих для шампанського

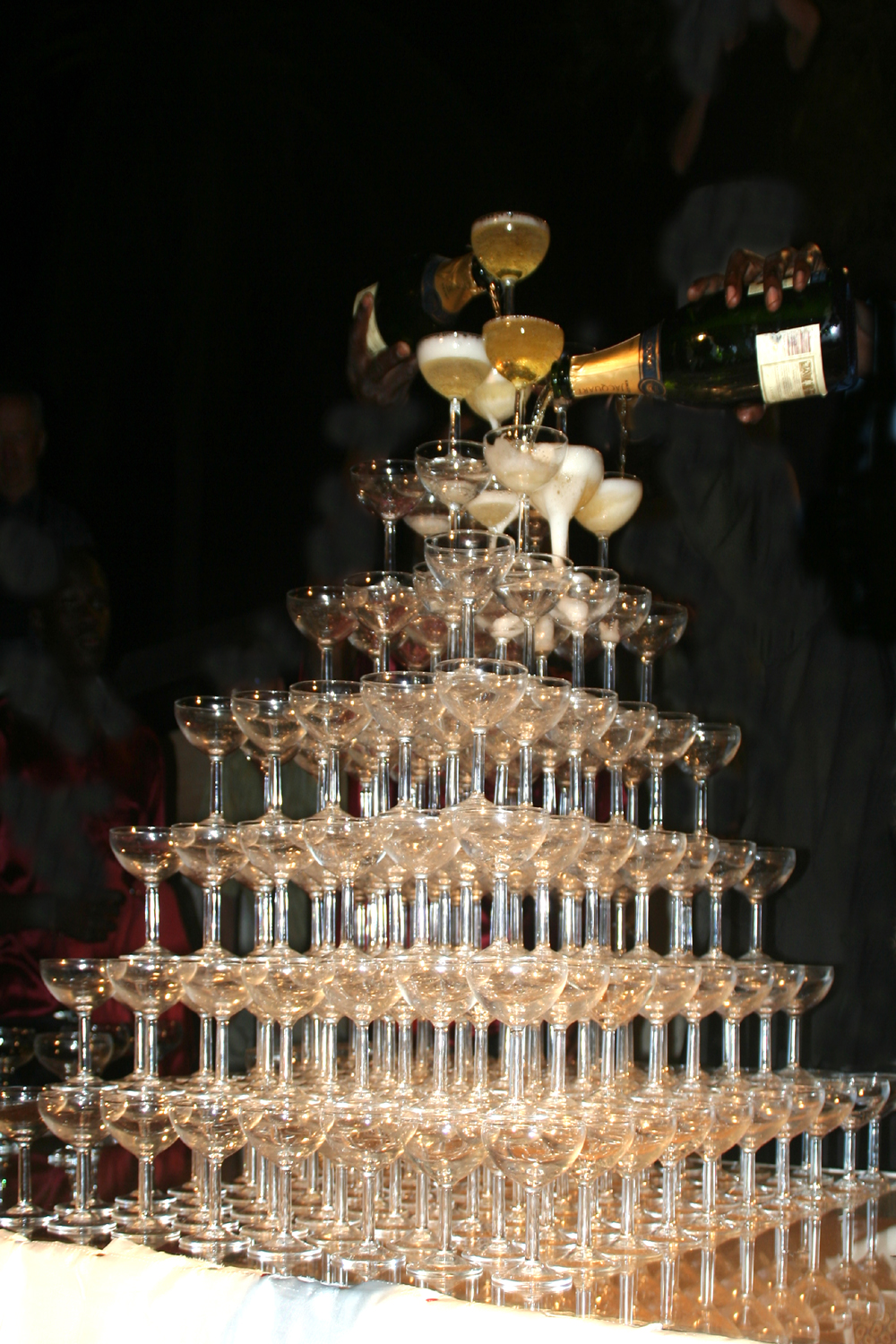
Піраміда з келихів з шампанським

Окрім фужерів традиційної форми, для пиття шампанського використовують також келих або «кубок» для шампанського (англ. champagne coupe, фр. coupe à champagne), який являє собою мілку широку посудину на ніжці. Вміщує такий келих 120—240 мл. Згідно з легендою, зразком для форми таких келихів послугували груди Марії Антуанетти, але насправді їх стали робити раніше — вони були розроблені спеціально для ігристих вин в Англії у 1663 році, у самій же Франції ж вони з'явилися на початку XVIII ст. У США вони були популярні у 1930-1980-х, у Франції — до 1970-х. Такі келихи часто вживаються для влаштовування «піраміди з келихів з шампанським».